# Chlorochaeta albimarginata
Chlorochaeta albimarginata là một loài bướm đêm trong họ Geometridae.